# Pak Phayun
Pak Phayun (em tailandês: อำเภอกงหรา) é um distrito da província de Phatthalung, no sul da Tailândia. É um dos 11 distritos que compõem a província. Sua população, de acordo com dados de 2012, era de 50 335 habitantes, e sua área territorial é de 433,3 km².